# KeePassX
KeePassX به عنوان پورت KeePass به لینوکس آغاز به کار کرد. هر دو پلت‌فرم در حال حاضر با KeePassX با استفاده از  کتابخانه‌ها Qt و نسخه‌های جدید از این نرم‌افزار با استفاده از .NET / Mono.
KeePassX با استفاده از نسخه ۴٫۸ از کتابخانه Qt ساخته شده است که آن را قابل اجرا بر روی پلت فرم‌های لینوکس، ویندوز و Mac OS X می‌کند.
KeePassX از پایگاه داده پسورد (kdbx.) Keepass 2 به عنوان فرمت بومی استفاده می‌کند. همچنین می‌توانید دیتابیس قدیمی KeePass 1 (.kdb) وارد (تبدیل) کنید.